# 格林港 (麻薩諸塞州)
格林港（英語：Green Harbor）是位於美國麻薩諸塞州普利茅斯縣的一個普查規定居民點。

## 人口
根據2020年美國人口普查的數據，格林港的面積為1.15平方千米，當中陸地面積為0.86平方千米，而水域面積為0.28平方千米。當地共有人口394人，而人口密度為每平方千米342.61人。